# Beilschmiedia sikkimensis
Beilschmiedia sikkimensis är en lagerväxtart som beskrevs av George King och Joseph Dalton Hooker. Beilschmiedia sikkimensis ingår i släktet Beilschmiedia och familjen lagerväxter. Inga underarter finns listade i Catalogue of Life.